# Battlefield 6
Battlefield 6 é um futuro jogo de tiro em primeira pessoa desenvolvido pela Battlefield Studios e publicado pela Electronic Arts. Será o 13º título da série Battlefield e o sucessor de Battlefield 2042, lançado em 2021.
O jogo foi anunciado em 22 de julho de 2025, tendo seu nome confirmado como "Battlefield 6" após uma série de especulações que indicavam tal nomeação meses antes.

## Sinopse
Em 2027, o mundo mergulha no caos após o assassinato de um político de alto escalão. A Europa se fragmenta, com várias nações abandonando a OTAN, enquanto os Estados Unidos e seus aliados tentam conter as consequências e as tensões geopolíticas.
Nesse cenário instável, uma poderosa empresa militar privada chamada Pax Armata emerge das sombras com a intenção de ocupar o vácuo de poder deixado pelos ex-membros da aliança. Com grandes recursos financeiros, tecnologia de ponta e livre de burocracias governamentais, a Pax Armata enxerga uma oportunidade única: estabelecer a nova ordem mundial.

## Desenvolvimento
Em 3 de fevereiro de 2025, a Electronic Arts anunciou uma iniciativa intitulada Battlefield Labs, um programa de testes mundial de acesso fechado para um futuro título da série Battlefield. A revelação confirmou que o jogo estava sendo desenvolvido em colaboração por quatro estúdios que agora operam sob a marca coletiva Battlefield Studios: DICE, Ripple Effect Studios, Motive Studio e Criterion Games. O vídeo de anúncio apresentou pequenos trechos de gameplay da versão pré-alfa do game, confirmando um cenário de guerra moderna, análogo aos jogos Battlefield 3 e Battlefield 4.
Em 19 de julho, o título do jogo vazou antecipadamente após a EA ter enviado pacotes para criadores de conteúdo com a logo de Battlefield 6. Três dias depois, como mencionado anteriormente, o jogo foi oficialmente anunciado com a data do trailer de revelação previsto para 24 de julho.
Em 31 de julho, a EA revelou oficialmente o modo multiplayer de Battlefield 6, através de uma live em seu canal oficial no YouTube e também de influenciadores convidados que foram à Los Angeles testarem o jogo e transmitirem em seus canais no YouTube, Twitch etc. Além disso, a EA confirmou a data de lançamento do jogo para 10 de outubro de 2025. Nessa apresentação, a empresa revelou que o jogo voltará para as origens, retornando para uma ambientação contemporânea e priorizando a destruição dos cenários. Segundo David Sirland, produtor sênior da DICE, o objetivo deles era criar o melhor combate da história da franquia e que mudanças nos cenários durante as partidas eram formas de realizar isso.
Em conferência para investidores, o CEO da Electronic Arts, Andrew Wilson, destacou que Battlefield 6 não será tratado como um simples produto, mas sim como o início de uma nova plataforma para a franquia. Ele ressaltou que este é o maior investimento da história da série. Rumores apontam que Battlefield 6 teve um orçamento estimado em US$ 400 milhões.
Um beta aberto foi disponibilizado entre os dias 7 e 17 de agosto, distribuído em três períodos diferentes: o primeiro, entre 7 e 8 de agosto, para quem conseguiu uma key de acesso antecipado ou comprou o jogo na pré-venda; entre 9 e 10 de agosto para todos os jogadores; e entre 14 e 17 de agosto novamente aberto para todos os jogadores. Além de prometer que todo o progresso obtido na beta será transferido para o jogo final, a DICE colocou recompensas para serem resgatadas durante essa fase, mediante desafios in-game.